# Basista (Gemeinde)
Basista ist eine Stadtgemeinde in der philippinischen Provinz Pangasinan. Das Gebiet ist sehr flach und wird hauptsächlich als landwirtschaftliche Fläche benutzt.
Basista ist in folgende 13 Baranggays aufgeteilt:
| - Anambongan - Bayoyong - Cabeldatan - Dumpay - Malimpec East - Mapolopolo - Nalneran | - Navatat - Obong - Osmena Sr. - Palma - Patacbo - Poblacion |